# Черецкое (Городнянский район)
Черецкое (укр. Черецьке) — село,
Моложавский сельский совет,
Городнянский район,
Черниговская область,
Украина.
Код КОАТУУ — 7421486410. Население по переписи 2001 года составляло 80 человек .

## Географическое положение
Село Черецкое находится у истоков реки Крюкова,
на расстоянии в 2,5 км от сёл Перерост, Невкля и Моложава.
Село окружено большим лесным массивом.